# Suseo-dong
Suseo-dong là phường của Gangnam-gu ở Seoul, Hàn Quốc. Cái tên, Suseo có nguồn gốc từ sông Hán do nó chạy dọc theo hướng Tây của vùng.  Suseo-dong là quê của công viên Tancheon.

## Liên kết
- (tiếng Hàn) Trang chủ chính thức Lưu trữ ngày 11 tháng 2 năm 2005 tại Wayback Machine